# 悪夢 -青い果実の散花-
『悪夢-青い果実の散花-』（あくむ-あおいかじつのさんか-）とは、スタジオメビウスから1996年4月に発売されたアダルトゲーム。
本作がヒットしたことで、ブランドの基礎が確立された。

## ストーリー
勝沼財閥の御曹司である「紳一」は幼い頃に両親を無くし、自身も不治の病に体を蝕まれ暗い日々を過ごしてきた。病により余命少ない紳一は、ある日「人生最後のゲーム」と称し恐ろしい計画を思いつく。それは汚れを知らない少女達を誘拐し、命尽きる前に彼女達の貞操を奪いつくすという計画だった。紳一のターゲットに選ばれたのは、容姿端麗な令嬢が集う名門女子校「聖エクセレント女学園」。紳一は3人の部下に指示を出し、修学旅行中の学園のバスをジャックさせる。目の前で教師と運転手を殺され、青ざめる少女達。バスはそのまま紳一らが用意した山奥のアジトへと向かう。アジトへ連れて来られた少女達に待っていたのは、悪夢の日々だった…。

## ゲームの概要
「聖エクセレント女学園」のヒロイン計23名のうち、10名を主人公「紳一」が陵辱し、残る13名を主人公の部下3人が陵辱するというもの。また、Windows 95版からは全盲の「愛」が追加され、計24名となる。

## 登場人物

### 主人公とその部下
勝沼 紳一（かつぬま しんいち）
主人公。勝沼財閥の代表。裕福な家庭に生まれるが、幼くして両親を亡くし彼自身も不治の病を患う。
英才教育を受け、高い資質を備えているが、暗い闘病生活の末、悪意に満ちた人間に成長した。
古手川 厳三郎（こてがわ ごんさぶろう）
紳一に仕える執事。醜悪な容姿の老人で、心のほうも醜く歪んでおり、ねちっこい愛撫を好む。しかし、主への忠誠心は厚い。
椎名 直人（しいな なおと）
紳一の側近。美青年だが、やはり歪んだ感情の持ち主で、かなりのサディスト。常に日本刀を携帯している。
木戸 大門（きど だいもん）
紳一の側近。容姿、性格共にヤクザの様な男で、行動も暴力的。病弱な紳一に代わり、会社の経営を任されていた。葉巻を愛用する。

### 紳一が陵辱するヒロイン
紳一が計画中から目をつけていた以下の10人は、紳一自身によって陵辱することができる。ボディサイズはめびにゃ!版で大改訂されているため、旧設定と新設定が存在する。また苗字はほとんどがめびにゃ!版で新たに付加されたもの（紫音はPC-9800版時点で「西九条家の娘」という設定が為され、同様に文も「桜乃森流」という流派名が設定されている）で、Windows 95版まではファーストネームのみであった。
ただし、紳一があらかじめこの10人を品定めしているという設定は、ノベルス版や漫画版には取り入れられていない。前者では部下に少女を陵辱させるのは、自分の体調が悪いときの代理という考えで、紳一はあくまでも23人全員を自分が陵辱するのを前提にしている（作中で紳一が陵辱したと明示されているのは、後述の愛を含めた11人）。後者では、部下たちも（原作の3人以外にもいる）この10人の中の少女に手を出している。
西九条 紫音（にしくじょう しおん）
西九条財閥家の一人娘で、プライドは高く口調も厳しい。長身ながら貧乳であることを気にしているため、男性との付き合いはおろか、告白すらもしていない。上述のように旧設定の時点から苗字が存在していた唯一のヒロイン。
ノベルスでは最初に陵辱される。また、仮にも財界人である紳一の正体を看破している。
誕生日：7月6日、血液型：B型、身長：165cm、スリーサイズ：80/59/83
二階堂 帆之香（にかいどう ほのか）
医学会会長を務める病院理事長の娘で、後継者を目指して勉学に打ち込んでいる。巨乳のために見られることを極端に恥ずかしがる眼鏡っ子。テレビゲームの類が大嫌い。
漫画版では実質的なメインヒロイン。また文とは親友同士。
誕生日：2月21日、血液型：A型、身長：163cm、スリーサイズ：90/60/85
梅宮 柚流（うめみや ゆずる）
銀行頭取の娘で学級委員長。ゲーム冒頭で直談判に訪れる。プロポーションが良く、性の興味は高いが貞操観念も強く、春彦という彼氏を持つが、結婚までは操を守るつもりでいる。酒が嫌いで匂いすらも嫌悪する。
誕生日：9月2日、血液型：A型、身長：162cm、スリーサイズ：85/57/81
松澤 礼菜（まつざわ れいな）
芸能一家の二世アイドル。PC-9800版箱絵に描かれている。歌唱力は抜群とされ、それを蹂躙した場合には紳一に死亡フラグが立つ。
ノベルスの設定では、男性歌手の剛という恋人がいる。また、せりかほどではないが、芸能界の体質や男の性欲に嫌悪感を抱いている。
誕生日：8月31日、血液型：A型、身長：159cm、スリーサイズ：82/56/82
桜乃森 文（さくらのもり ふみ）
茶道の家元の一人娘で次期家元。病弱のためか、性格は控えめでおとなしいが反して身体は発達しており、貞操観念や恥じらいが強い。羊羹などの和菓子を好む一方、ナンパをするような軽い性格の男が嫌い。
ノベルスでは紳一の病気のことを知って、彼の内面の闇を垣間見る。また漫画版でも、帆之香の親友であるため目立つ役回り。
誕生日：3月1日、血液型：O型、身長：157cm、スリーサイズ：80/54/80
一條 せりか（いちじょう せりか）
映画監督の娘で女優の卵。世の男はすべて性欲まみれの不潔な存在と認識している。着衣を奪うのに小道具が必要だが、アイテムは自動的に入手できる。
誕生日：5月7日、血液型：O型、身長：152cm、スリーサイズ：78/56/81
河原 彩乃（かわはら あやの）
会社社長の長女だが一人称は「ボク」など、兄弟の影響で男性的な面が強い。キスを奪われて泣き出す女性的な一面とのギャップもある。男物のシャツを好み、スカートを嫌う。
ノベルスでは紳一に陵辱される場面を直人に撮影される。
誕生日：1月9日、血液型：O型、身長：149cm、スリーサイズ：75/55/78
如月 ひな（きさらぎ ひな）
両親ともに経営者で留守がちのため、2体のウサギの縫いぐるみ（ミント・ミンツ）を肌身離さず持ち歩いている。選択を誤ると、紳一を虐殺してしまう。
誕生日：2月7日、血液型：B型、身長：140cm、スリーサイズ：72/55/75
神崎 鈴（かんざき すず）
高級官僚の娘で、自身は演技派アイドル。1回目の陵辱の前にイベントが挿入されている。容姿・体型が幼いわりに、無茶な行為を強要することができる。ピーマンが嫌い。
誕生日：11月29日、血液型：O型、身長：135cm、スリーサイズ：70/55/72
水無瀬 流花（みなせ るか）
代議士の一人娘。Windows 95版箱絵の少女で、PC-9800版の頃から案内人を務めた。体型はもちろん精神的にも幼く、紳一の冗談を真に受けやすい。恐怖のため失禁する癖もある。本人いわくクラス一足が速い。
Windows版では1回目の陵辱手前の解放時で、唯一イベントやCGが存在するキャラクター。ノベルスでは、それをあえて裏返した展開になっている。
誕生日：12月15日、血液型：AB型、身長：129cm、スリーサイズ：62/52/67

### 部下が陵辱するヒロイン
バスに同乗していた13人のクラスメイトは部下3人に引き渡され、陵辱シーンをビデオに記録される。最後の1人を除くとCGは1枚のみ。
狭山 亜衣（さやま あい）
プロスポーツ選手の両親を持つ。ノベルス版では詩織とのレズを強制された。
誕生日：9月8日
志紀 さくら（しき さくら）
会社重役の長女。
誕生日：5月9日
牧野 詩織（まきの しおり）
父子家庭の旧家の娘。ノベルス版では亜衣とのレズを強制された。
誕生日：7月7日
橋本 かすみ（はしもと かすみ）
大学教授の一人っ子。
誕生日：8月14日
小林 莉菜（こばやし りな）
一般家庭の子。撮影シーンを紳一が覗き見するイベントがある。
誕生日：2月15日
津守 奈緒（つもり なお）
母子家庭の一人っ子。
誕生日：1月26日
大和 美紗紀（やまと みさき）
経営者の娘で新人芸能人。
誕生日：3月18日
小倉 舞（おぐら まい）
地方自治体議員の娘。
誕生日：5月25日
月ヶ瀬 はるか（つきがせ はるか）
テレビ局経営者の娘。イベントで浣腸を打たれる。
誕生日：6月23日
笠置 みお（かさぎ みお）
母子家庭の一人っ子で子役モデル。
誕生日：6月4日
綾崎 絵理香（あやさき えりか）
美容師の娘。
誕生日：4月19日
新堂 早由美（しんどう さゆみ）
イラストレーターの父と漫画家の母を持つ。
誕生日：7月31日
栗生 ひかり（くりお ひかり）
官僚の娘。どんなルートをたどっても最後に登場する。
誕生日：2月5日

### 追加ヒロイン
愛（あい）
Windows95版から追加されたヒロイン。Windows95版のインストール画面の少女。全盲のため修学旅行に参加せず、ニュースで一目惚れした古手川の進言で拉致するかどうかを決める。コマンドによって拉致陵辱・放置が選択できる（時間が経過すると拉致失敗となる）。陵辱時の選択を誤ると、紳一が惨殺される「愛エンディング」に到達する。ノベルス版の第2巻は愛の視点で進行する章がある。
誕生日や家庭環境など他のヒロインに比べて不明な点が多く、まためびにゃ!版では、他のヒロインには苗字が付加されたのだが、この愛だけは付加されなかった。

## ラインナップ
悪夢 -青い果実の散花-
1996年4月26日発売、PC-9800シリーズ版FD
当初は学校監禁ストーリーとして計画されたが、同時期に学校監禁ものの『学園ソドム』や『遺作』が発売されたため、発売を延期してバスジャック、拉致へとコンセプトを変えた。
コンセプトはすでに完成しており、以後のシリーズはイベントやキャラクターの追加、媒体の容量増加に伴うサウンド・グラフィックの高度化にとどまる。
主人公以下、すべてのキャラクターの名前が変更できるが、Windows95版以降は不可になっている。
3日連続で陵辱やビデオ鑑賞を続けると、4日目に主人公が心臓麻痺を起こしてゲームオーバーとなった。
悪夢95 -青い果実の散花-
1997年3月28日発売、CD-ROM
CD-ROMへ載せ変えた結果、BGMはmidi化、グラフィックは256色に増強。
紳一が直接陵辱する10人のヒロイン、そして追加ヒロインの愛にCVが付加された。
3日連続の陵辱でゲームオーバーとなる規制が撤廃され、無期限となる。
PC-9800版のEDのひとつ「偽善者エンディング」をカット。ヒロインに殺害されるバッドエンドなどが追加され、6種類となった。
悪夢-青い果実の散花-（めびにゃ!版）
2004年4月23日発売、DVD-ROM2枚組に収録。
悪夢-青い果実の散花-StandardEdition
2006年3月10日発売、DVD-ROM版のめびにゃ!版と同一内容。
続編『絶望2000』に仕様を合わせている。
DVD-ROMへ載せ変えた結果、グラフィックはフルカラーに増強。
愛を除くキャラクターがフルネームとなる（古手川と木戸の名、直人の苗字は『絶望』が初出）。
部下や陵辱ビデオ内のヒロインにもCVが付加された。その結果、最終的に紳一以外の全員が話すようになった。
規制に対応するため、ヒロインのボディサイズ見直し。また「生徒」を「学生」に変更するなど一部テキストの差し替え。
前作まで回想シーンを開く条件だった「全6種のエンディング到達」の規制が撤廃。進行中に見たシーンのみの回想が可能になる。

## 舞台
自室
紳一が生活し、1日につき1名の陵辱か1本のビデオ鑑賞が可能である。基本的に自室を拠点に、「広間」か「地下室」への移動に明け暮れる。
ゲームの進行状況は、古手川を呼び出して質問することで確認できる。質問せず古手川をからかうこともできるが、古手川が一枚上手でうまく切り返される。
毎朝、古手川が紳一を起こしにくる。この時に学生の要望を訊ねることがあり、三択で回答する。的確な回答であればイベントが発生しやすくなる。
陵辱後に「寝る」コマンドを選択すると、条件がそろえば部下が陵辱を希望してくる。希望を断ることはできない。これによってビデオを入手できる反面、到達できないエンディングが発生する。
Windows95版までは「名簿を見る」でヒロイン23名の個人データを読めた。以後の版では広間・地下室でもヒロインのCGにポイントするとデータが現れる。
Windows95版までは「日記を書く」コマンドでデータのセーブができた。以後の版ではウィンドウのバーから好きな時にセーブができる。
広間
23名のヒロインをまとめて監禁している。部下3人がそろって監視している。
ヒロインに対して10名のうち1名を自室に連れ出す、10名のうち1名を地下室に監禁する、全員のうち1名を解放することができる。
ヒロインたちは、一度広間から出されると二度と戻ってこない。最終的には誰もいなくなり、部下だけが残る。この状態になるとエンディングの1つに到達できる。
陵辱する10名のヒロインは、部下に命じて目の前に連行できる。その上で自室に連れ込む・地下室に入れる・元に戻すを選択できる。
3人の部下と世間話できる。紳一の体調、ヒロインたちの状況、天候のこと、部下に関する日常会話がランダムで現れ内容は薄いが3人の個性が明らかになる。
地下室
10名のヒロインを監禁する場所で、紳一は陵辱する時に連れ出すために降りていく。陵辱したヒロインは部下に連れて行かせる。
ヒロインは首輪と鎖でつながれている。ヒロインの状況を観察し、陵辱するかやめるかを判断できる。
広間から直接移動させられたヒロインは、紳一の前で抗議の声を上げる。これは広間とまったく同じ台詞である。
一度でも陵辱されたヒロインは、二度と解放されることはない。広間から直接移動させられたヒロインは1回目の陵辱中に解放できる選択肢が現れ、解放できる。
ちなみに部下に陵辱された13名+愛は部下たちの部屋に監禁されているが、ゲームにそのシーンは登場しない。

## 自室での陵辱
10名のヒロインは、1日につき1回陵辱される。1名を除き5つのシーンで1回の陵辱が成立する。陵辱を2回受けると自我崩壊を起こす。ビデオ回収やイベント発生に失敗した場合に挽回する手段として4回以上陵辱することも可能だが、3回目のシーンを繰り返すのみである。
1回目の陵辱
10名とも、目の前に立たせて会話することから始める。10名の反応はさまざまだが、概ね「見る」「話す」+身の回りや卑猥な質問3～4種で構成される。
コマンドは3～4回分で終わり、最後のテキストが繰り返される。複数の選択肢を網羅しないと、次のシーンに進む選択肢が現れない。
2つ目のシーンで、ヒロインを押し倒したり追い詰めたりと本格的な陵辱に移る。一部を除きパンチラCGが見られる。
2つ目のシーンの中、または3つ目のシーンへつながる暗転中に着衣を奪う。以後のシーンはすべて全裸となる。
3つ目以降はヒロインそれぞれで順序が違うがフェラチオやパイズリなどの強制奉仕、愛撫や秘部観察などの痴態、挿入のCGをバックにゲームを続ける。放出後にフェラチオを強制されるヒロインや1回目で早速アナルファックされるヒロインもいるため、5つ目のシーンで挿入とは限らない。
すべてのヒロインに、解放の選択肢が現れる。この時に解放しなければ、二度と解放することはできない。
2回目の陵辱
一度陵辱されたヒロインは、地下室では「少し疲れている」と判断される。CGでは全裸で胸を腕で隠した状態で描かれている。
1回目のCGを改良（おびえた表情・全裸）で描かれ、ポーズはやや変わっている。
挿入シーンとほぼ同じCGではあるが、アナルファックか再度挿入かを選択できる。
3回目の陵辱
二度陵辱されたヒロインは、地下室では「ひどく疲れている」と判断される。CGでは腕を垂らして脱力した状態で描かれている。
力なく棒立ち、呆然としたCGで描かれる。生気がなく土気色の肌を「ゾンビ色」と称するファンもいるが、これは続編の『絶望』が初出である。自我崩壊して発狂したヒロインの表情から受ける恐怖感は『絶望』のそれに遠く及ばない。
CG回収が目的でない場合、2つ目のシーンをスキップしていきなり挿入シーンに進むことができる。逆に挿入をせずに地下室に返すことも可能な選択肢もある。

## エンディング
95版以降は6種のエンディングが存在する。PC-9800版では衰弱死ゲームオーバー、Windows95版ではいずれか1つに到達すると流花が司会を務める「悪夢マスタ〜の部屋」が開き、他のエンディングへのヒントが現れる。
礼菜エンディング
礼菜によって惨殺される。2回目の陵辱を実行するとフラグが立ち、阻止は不可能。回避は簡単である。
ひなエンディング
ひなによって惨殺される。2回目の陵辱を実行するとフラグが立ち、阻止は不可能。回避は簡単である。
愛エンディング
愛によって惨殺される。愛の拉致に成功しないと起こりえない。陵辱イベント中の選択肢によって回避できるか否か決まる。
悪夢エンディング（設定では「夢落ちエンディング」）
紳一自身が某人物の夢の中での人物であった、という夢オチ。広間の状況変化によって発生し、就寝中の選択肢によって回避できるか否か決まる。
警察エンディング
警官隊に踏み込まれ、部下とともに逮捕される。ヒロインたちを解放することによって発生する。このエンディングに到達するには、部下が陵辱を要求してくる前にめぼしをつけられそうなヒロインを解放しなければならない。
鬼畜エンディング
24人の陵辱が完了した時に発生する真のエンディング。このため、エンドロールのBGMが他の5種とは違う。ただし紳一は過労死をとげており、ハッピーエンドとは程遠い。
なお、続編『絶望』では警官隊との銃撃戦の末、直人が絶命し紳一・古手川・木戸が逮捕されて処刑または脱走失敗によって亡霊となったという設定でヒロインにも犠牲が出ていることが示唆されているが、『悪夢』の警察エンディングは一味全員が生きたまま逮捕されヒロインは誰一人として一味に殺害されていない、というまったく違う内容になっている。

## 小説版
前薗はるか著。パラダイムより発売。全2巻。ヒロインや直人（作者がファンという）の視点で語られる章があり、またゲームとは監禁の仕方が異なる。
ちなみに主人公の姓が「勝沼」となったきっかけはこの小説版であり、1巻の本編中に「勝沼財閥」の名が登場したことを受けて2巻(第2章)の登場人物紹介ではファーストネームのみの「紳一」から「勝沼紳一」に変更された。
- 悪夢 -青い果実の散花-　ISBN 4-79523-065-X
  - 1996年7月発売。PC-9800版をベースにしている。パラダイムノベルスの創刊第1号。
- 悪夢 -第2章- ISBN 4-89490-009-2
  - 1997年6月発売。Windows95版をベースにしている。

## 漫画版
REN著。「COMIC天魔」（茜新社）創刊号〜99年1月号に連載。全8話。
単行本は未発売。2003年にREN個人サークルで同人誌として発行された。